# Industrie- und Handelskammer Calw
Die Handels- und Gewerbekammer Calw bzw. Industrie- und Handelskammer Calw (IHK Calw) war von 1866 bis 1934 eine Industrie- und Handelskammer mit Sitz in Calw. Sie ging in der Industrie- und Handelskammer Rottweil auf.

## Geschichte
Im Königreich Württemberg entstanden 1843 in Stuttgart, Heilbronn, Reutlingen und Ulm Privat-Handelskammern, also ohne gesetzliche Grundlage oder Auftrag. Als Dachverband gründeten sie den Württembergischen Handelsverein.
Durch königliche Verordnung vom 19. April 1854 wurde verfügt, dass in den „gewerbereichsten Städten“ des Landes Handels- und Gewerbekammern zu bilden seien. Die Mitglieder sollten durch den König ernannt werden. Erst nachdem der König die Wahl der Mitglieder durch die Unternehmen zugestand, lösten sich die privaten Handelskammern auf und die neuen Kammern waren die einzige Vertretung der Wirtschaft. Die Forderung nach Wahl der Kammermitglieder wurde in der Wahlverordnung vom 17. Februar 1858 umgesetzt. Gewählt wurden die Kammermitglieder  in einem komplizierten Verfahren von den Handels- und Gewerbetreibenden des Kammerbezirks. Es gab keine gesonderten Handwerkskammern. Die Kammermitglieder mussten zu je einem Drittel Handwerker, Kaufleute und Fabrikanten sein. Die Finanzierung der Kammern erfolgte nicht über Umlagen, sondern aus Staatsmitteln.
Die Kammerbezirke waren relativ groß geschnitten. Daher genehmigte das Innenministerium am 17. März 1866 die Bildung von vier weiteren Kammern in Calw, Heidenheim, Ravensburg und Rottweil. 
Der Kammerbezirk der Handel- und Gewerbekammer Calw umfasste die Oberämter Calw, Freudenstadt, Herrenberg, Nagold und Neuenbürg.  Am 3. Februar 1867 erfolgte die Konstituierung der Kammer unter Präsident Ferdinand von Steinbeis.
Das Gesetz betreffend die Handelskammern vom 30. Juli 1899 regelte, dass die Kammern juristische Personen wurden. Auch wurde der Name einheitlich in Handelskammer geändert, aus der Handels- und Gewerbekammer Calw wurde die Handelskammer Calw. Sehr spät, nämlich erst mit das Gesetz des württembergischen Staatsministerium vom 8. Juni 1934 erfolgte die Umbenennung in Industrie- und Handelskammer Calw. 
Mit der Machtergreifung der Nationalsozialisten endete die Selbstverwaltung der Wirtschaft. Die Kammer wurde gleichgeschaltet, die Beiräte gemäß dem „Führerprinzip“ durch den Präsidenten Fritz Kiehn ernannt.
Durch die Verordnung des Staatsministeriums vom 31. Juli 1934 wurde die Handelskammer Calw aufgelöst. Der größte Teil des Kammerbezirks wurde dem Bezirk der Kammer in Rottweil zugeteilt. 1946 wurde auch der Rest (der nördliche Teil des Kreises Horb, der dem früheren Oberamt Horb entsprach) dem Kammerbezirk von Rottweil zugeordnet.

## Kammervorsitzende
- 1867–1870, Kommerzienrat Johann Georg Doertenbach, Calw, Landtagsabgeordneter
- 1870–1875, Fabrikant H. Louis Wagner, Schönfärberei, Calw
- 1875–1889, Fabrikant Julius Staelin, Baumwollspinnereibesitzer, Calw, Landtags- und Reichstagsabgeordneter
- 1890–1896 Fabrikant H. Louis Wagner, Schönfärberei, Calw
- 1896–1908, Kommerzienrat Emil Zöpperitz, Deckenfabrikant, Calw
- 1908–1923, Kommerzienrat Georg Wagner, Deckenfabrikant, Calw
- 1923–1934, Erwin Sannwald, Deckenfabrikant, Calw